# Dupree (condado de Ziebach, Dakota del Sur)
Dupree es un territorio no organizado ubicado en el condado de Ziebach en el estado estadounidense de Dakota del Sur. En el Censo de 2010 tenía una población de 148 habitantes y una densidad poblacional de 0,68 personas por km².

## Geografía
Dupree se encuentra ubicado en las coordenadas 45°2′48″N 101°34′49″O / 45.04667, -101.58028. Según la Oficina del Censo de los Estados Unidos, Dupree tiene una superficie total de 219.11 km², de la cual 218.63 km² corresponden a tierra firme y (0.22%) 0.48 km² es agua.

## Demografía
Según el censo de 2010, había 148 personas residiendo en Dupree. La densidad de población era de 0,68 hab./km². De los 148 habitantes, Dupree estaba compuesto por el 53.38% blancos, el 0.68% eran afroamericanos, el 45.95% eran amerindios, el 0% eran asiáticos, el 0% eran isleños del Pacífico, el 0% eran de otras razas y el 0% pertenecían a dos o más razas. Del total de la población el 0.68% eran hispanos o latinos de cualquier raza.